# 위치추적중앙관제센터
위치추적중앙관제센터는 전자장치를 부착한 부착명령 대상자(피부착자. 유죄가 확정된 자 - 형집행 종료자, 가종료자, 가출소자, 집행유예자, 가석방자.  유무죄를 다투는 피고인 - 보석 중인 자)의 위치정보를 실시간으로 24시간 수집하고 전자장치로 부터 발신되는 수신자료를 보존, 사용, 폐기하는 등의 업무를 수행한다. 피부착자의 특정 시간대 외출 여부, 특정 장소 출입 여부, 범죄피해자 등에 대한 접근 여부 등 준수사항(전자장치부착법 제9조의2) 이행 상황과 전자장치의 효용을 유지하는 의무사항(전자장치부착법 제14조제1항) 이행 여부를 확인한다.  또한 전자장치를 개발하고 피부착자의 위치정보 등을 수집, 분석하는 시스템을 개발하는 업무를 수행한다.  법무부 - 범죄예방정책국의 소속 기관으로 24시간 365일 무중단 방식으로 운영하며, 업무 특성 상 주요정보통신기반시설로 지정되어 일반인의 출입이 제한된다. 위치추적중앙관제센터의 장은 서기관(4급)으로 보하며,  관제행정과와 위치추적과의 직제가 있다. 주소는 서울특별시 동대문구 한천로 272-1이다.

## 연혁
- <기관 개청 경과>
- 2008.  8. 서울보호관찰소 2층에 센터장실, 관제실 등으로 편재하여 개청
- 2013. 11. 서울보호관찰소 부지 내에 단독 청사 건축
- <입법 경과>
- 2007년 4월 법률안 국회 통과 및 공포
- 2007년 10월	 위치추적시스템 구축사업자 선정 및 사업착수
- 2008년 6월	 법률 일부 개정

- 부착명령 기간 연장, 특별준수사항 부과 근거 마련
- 법률 조기 시행 (2008년 10월 28일 → 2008년 9월 1일)
- 2008년 8월 27일 위치추적중앙관제센터 개청
- 2008년 9월 1일 「특정 성폭력범죄자에 대한 위치추적 전자장치 부착에 관한 법률」 시행

- 특정 성폭력사범에 한하여 제도 시행
- 2008년 9월 30일 가석방 53명 전자감독 최초 실시
- 2009년 9월 1일 위치추적중앙관제센터 직제 신설
- 2009년 8월 9일 대상범죄 '미성년자 대상 유괴범죄' 추가

- 「특정 범죄자에 대한 위치추적 전자장치 부착 등에 관한 법률」로 제명 변경
- 2010년 7월 16일 대상범죄「살인죄」추가 시행

- 최장 30년까지 부착
- 보호관찰 의무화 실시
- 피부착자 의무 및 준수사항 추가 등
- 2012년 대상범죄 「강도죄」추가 시행

-  「특정 범죄자에 대한 보호관찰 및 전자장치 부착 등에 관한 법률」로 제명 변경
- 2020년 전자장치부착 조건부 보석(구속된 피고인을 전자장치를 부착하는 것을 조건으로 석방하는 제도), 죄명 구분 없이 모든 가석방자에 대한 전자장치부착명령 가능(기존에는 가석방자 중 성폭력, 미성년자약취유인, 살인, 강도사범에 한해서만 가능)

-  「전자장치 부착 등에 관한 법률」로 제명 변경 

## 관할 구역
- 서울특별시
- 인천광역시
- 대구광역시
- 경기도
- 강원도
- 경상북도

## 주요 업무
- 위치추적시스템 운영 및 위치추적 전자장치 관리에 관한 사항
- 위치추적 전자장치 피부착자의 위치확인, 이동경로 탐지 및 경보처리에 관한 사항
- 위치추적 전자장치로부터 수신된 전자파 자료의 보존ㆍ사용 및 폐기에 관한 사항

## 같이 보기
- 위치추적대전관제센터